# Pedro Bank
Die Pedro Bank ist eine Korallenbank rund 80 Kilometer vor der Südküste Jamaikas gelegen. Sie besteht vor allem aus Korallen, der Boden ist mit ausgedehnten Seegrasfeldern bedeckt.
8040 km², was fast der Fläche Jamaikas entspricht, sind weniger als 100 Meter tief, ein großer Teil ist zwischen 13 und 30 Metern von der Meeresoberfläche entfernt. An den Flanken fällt der Boden bis zu 800 Meter ab. Im östlichen Teil liegen die Pedro Cays, eine der beiden Hochseeinselgruppen Jamaikas mit einer Fläche von rund 27 Hektar. Sie sind Teil des unterseeischen Nicaragua-Rückens, der sich von Nicaragua bis Jamaika erstreckt.
Die Bank und die Cays entwickelten sich in den letzten Jahren zu einem wichtigen Touristenziel. Als einer der letzten Naturräume ist sie weitestgehend intakt erhalten. Große Teile stehen unter Naturschutz und werden von einer Rangerstation auf den Cays überwacht.